# Slåttesmyrtjärnen (Arvidsjaurs socken, Lappland)
Slåttesmyrtjärnen är en sjö i Arvidsjaurs kommun i Lappland och ingår i Piteälvens huvudavrinningsområde. Sjön har en area på 0,207 kvadratkilometer och ligger 189,1 meter över havet. Sjön avvattnas av vattendraget Åkerselbäcken.

## Delavrinningsområde
Slåttesmyrtjärnen ingår i det delavrinningsområde (731653-169849) som SMHI kallar för Mynnar i Piteälvens vattendragsyta. Medelhöjden är 207 meter över havet och ytan är 11,55 kvadratkilometer. Det finns inga avrinningsområden uppströms utan avrinningsområdet är högsta punkten. Åkerselbäcken som avvattnar avrinningsområdet har biflödesordning 2, vilket innebär att vattnet flödar genom totalt 2 vattendrag innan det når havet efter 95 kilometer. Avrinningsområdet består mestadels av skog (73 procent) och sankmarker (20 procent). Avrinningsområdet har 0,21 kvadratkilometer vattenytor vilket ger det en sjöprocent på 1,8 procent.